# Pollone (botanica)

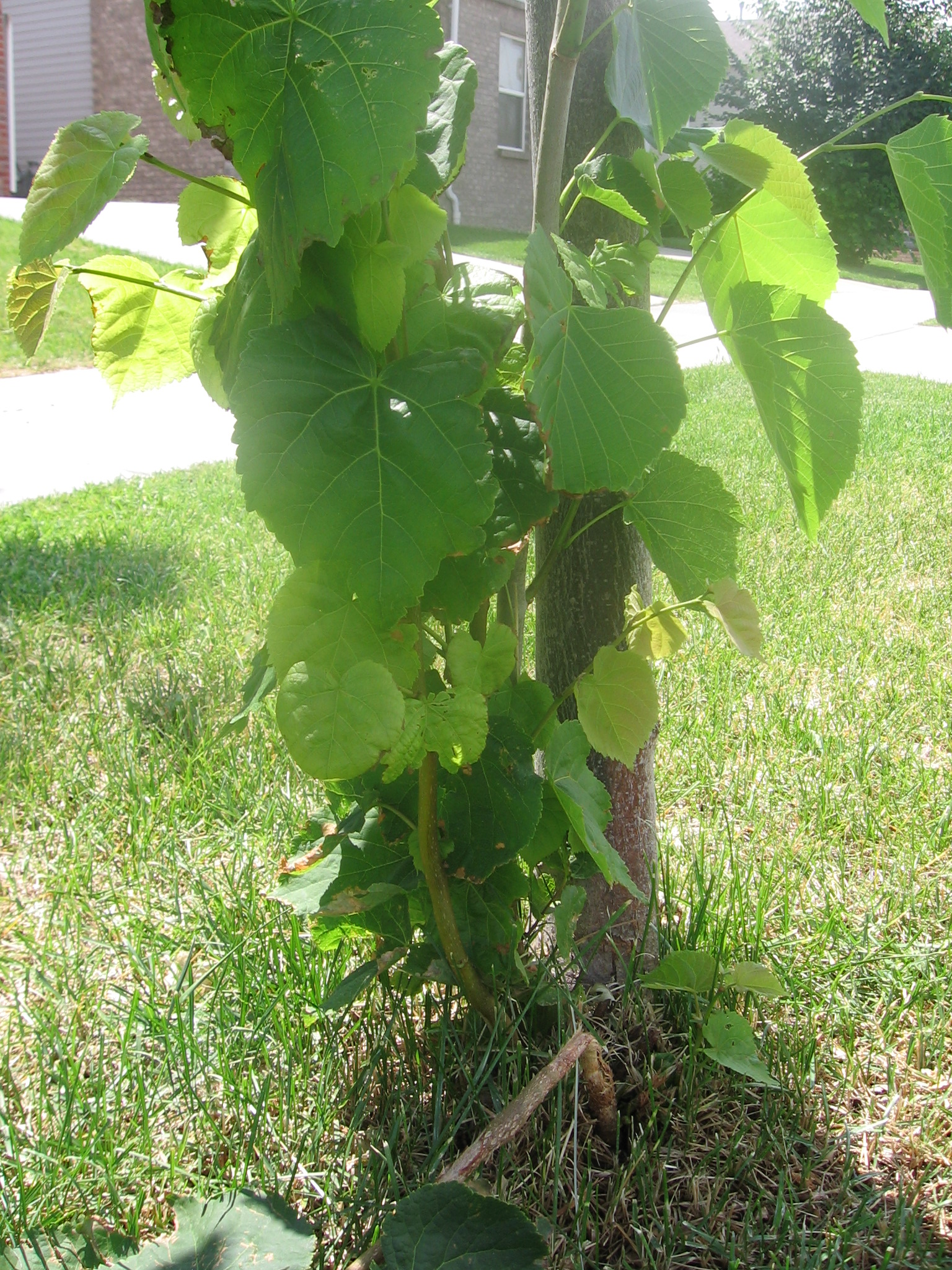
Polloni

Il pollone è un ramo della pianta legnosa che si sviluppa ai piedi dell'albero, dal ceppo o a volte anche direttamente dalla radice. Simili ai polloni sono i succhioni, che si sviluppano dal fusto o da una branca.

## Caratteristiche

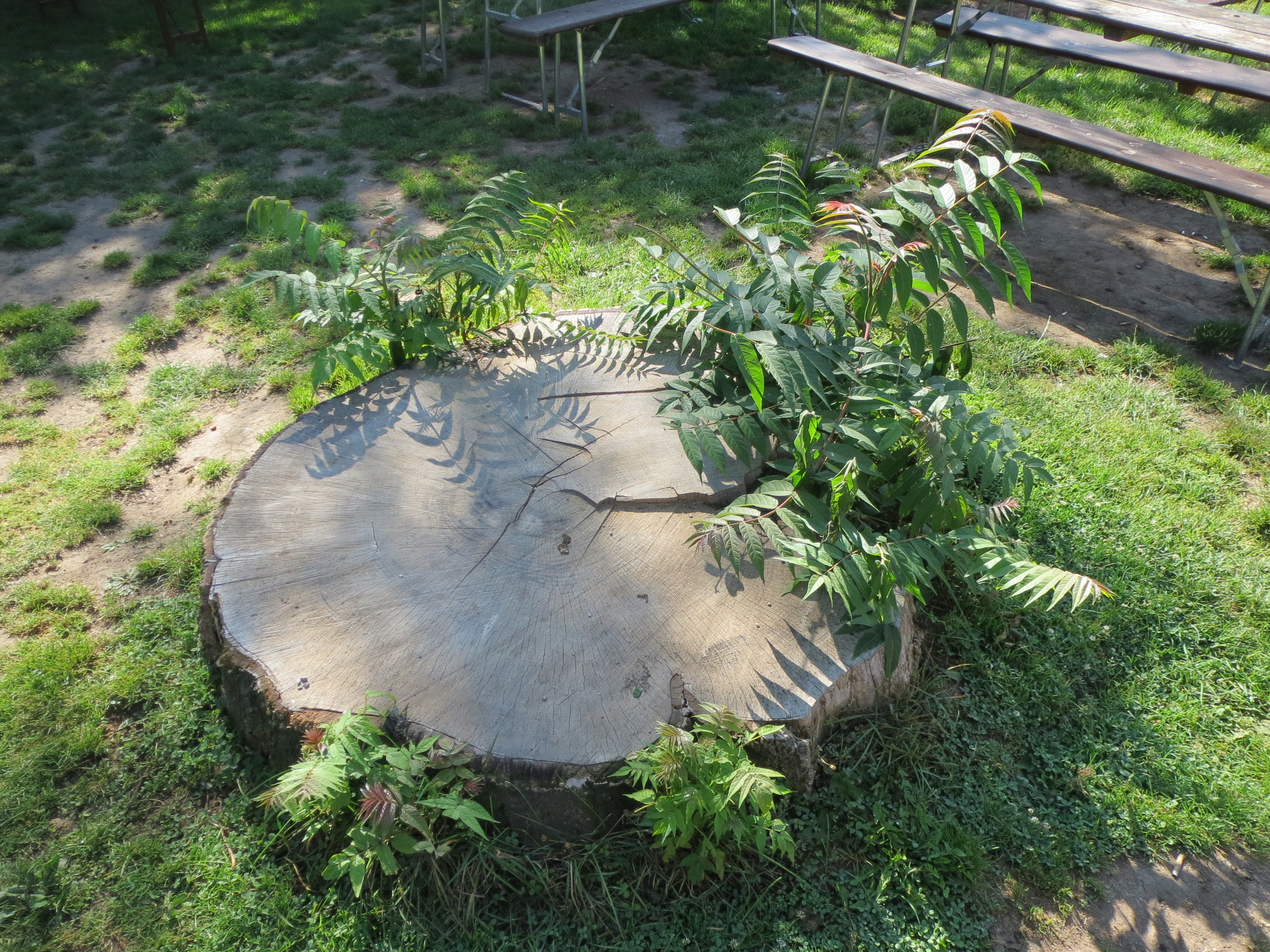
Polloni da un ceppo di ailanto

I polloni si possono inoltre formare anche dalle cicatrici di un ramo tagliato e vengono usati in giardinaggio e dai floricoltori per la riproduzione delle piante tramite talea o per rinnovarle depurandole dalla loro eccessiva crescita.
La moltiplicazione per polloni è una tecnica largamente usata, in quanto permette di ottenere piante adulte in un tempo minore che da seme. In certi casi i polloni hanno radici proprie, quando sono ancora attaccati alla pianta madre e questo velocizza ulteriormente i tempi di moltiplicazione. Inoltre, moltiplicando una pianta tramite polloni, si otterranno esemplari uguali alla pianta madre, con lo stesso patrimonio genetico.
L'operazione agronomica di eliminazione dei polloni, mediante taglio a potare o strappo, si chiama spollonatura (termine tecnico assai utilizzato, ad esempio, in viticoltura e olivicoltura).
Caratteristici delle angiosperme, degli esempi sono il lillà (Syringa vulgaris), il melograno (Punica granatum), il gelso nero (Morus nigra), l'ulivo (Olea europea), il castagno (Castanea sativa), il corniolo (Cornus mas), il giuggiolo (Ziziphus jujuba), l'alloro (Laurus nobilis), ecc.
I polloni non vengono invece prodotti dalla gran parte delle gimnosperme, con le eccezioni delle Cicadi, nelle quali la produzione di polloni basali o aerei è molto comune, e della Wollemia nobilis, unica tra le conifere a emettere polloni.